# Ałła Krawczuk
Ałła Krawczuk (ukr. Алла Кравчук; ur. 4 kwietnia 1973) – ukraińska polonistka, popularyzatorka języka polskiego i językoznawczyni, kierownik Katedry Filologii Polskiej na Uniwersytecie Lwowskim.

## Kariera naukowa
Od początku kariery naukowej związana jest z Uniwersytetem Lwowskim im. Iwana Franki we Lwowie. W 1995 roku ukończyła studia na Wydziale Filologicznym, na specjalności Język i literatura polska, język i literatura ukraińska. W latach 1995–1999 studiowała na Wydziale Filologii Słowiańskiej. W 1999 roku obroniła w Instytucie Językoznawstwa Akademii Nauk Ukrainy (Kijów) pracę doktorską nt. „Polska frazeologia onomastyczna” pod opieką Ivana Teplyakova. W latach 1998–2003 pracowała jako asystent. W 2003 otrzymała tytuł profesora nadzwyczajnego.
Krawczuk jest również absolwentką studiów polonistycznych na Uniwersytecie Śląskim, które ukończyła w roku 2009.
Od 2004 jest kierownikiem Katedry Filologii Polskiej na Uniwersytecie Lwowskim.
Jej główne zainteresowania naukowe to frazeologia polska, semantyka i pragmatyka językowa oraz glottodydaktyka. Zajmuje się także etyką językową. Jest jedną z najbardziej znanych popularyzatorów i dydaktyków języka polskiego i wiedzy na temat Polski na Ukrainie. W licznych badaniach porównuje systemy gramatyczne polski i ukraiński oraz analizuje problematykę nauczania języka polskiego na współczesnej Ukrainie. Dzięki jej zaangażowaniu i pracy na Uniwersytecie Lwowskim systematycznie przybywa lektorów oraz badaczy języka i kultury polskiej. Wydała łącznie około 170 publikacji naukowych, encyklopedycznych i dydaktyczno-naukowych.

## Dydaktyka
Pracę doktorską obroniła na Uniwersytecie we Lwowie, gdzie pracowała jako wykładowca w Katedrze Filologii Słowiańskiej. Gdy w roku 2004 Katedra podzieliła się na dwie, wyodrębniając Katedrę Filologii Polskiej, Krawczuk stanęła na jej czele jako kierownik. Rolę tę pełni nieprzerwanie do dzisiaj. Katedra Filologii Polskiej jest jedyną samodzielną filologią słowiańską we Lwowie. Niegdyś istniała również Katedra Filologii Rosyjskiej, została jednak zamknięta po ataku Rosji na Krym. Współpracuje jako jednostka dydaktyczna z wieloma katedrami i instytucjami polonistyki w Polsce, m.in. z uniwersytetami w Katowicach, Krakowie, Poznaniu, Zielonej Górze, Łodzi, Warszawie czy Toruniu.
W ramach współpracy międzyuczelnianej studenci mają możliwość uczestniczenia w wymianach studenckich, seminariach językowych i wykładach.
Profesor Ałła Krawczuk odbyła liczne staże naukowe na polskich uczelniach wyższych, m.in. Uniwersytecie Zielonogórskim, Uniwersytecie Jagiellońskim, Uniwersytecie Warszawskim, Uniwersytecie Wrocławskim, Uniwersytecie Warmińsko-Mazurskim, Uniwersytecie w Toruniu, Uniwersytecie w Lublinie i Uniwersytecie Śląskim.
Na wielu z uniwersytetów wygłaszała wykłady, między innymi w październiku 2018 roku na Wydziale Filologicznym Uniwersytetu Mikołaja Kopernika w Toruniu cykl wykładów otwartych o tematykach:
- Polonistyka na Uniwersytecie Lwowskim
- Jak Ukraińcy uczą się polskiego?
- Grzeczność językowa polska a ukraińska[2].

W ścisłej współpracy ze Szkołą Języka i Kultury Polskiej Uniwersytetu Śląskiego pomogła w organizacji i przeprowadzeniu od maja 2008 do października 2009 cyklu trwających trzy semestry darmowych wykładów podyplomowych dla ukraińskich lektorów języka polskiego (Podyplomowych Studiów Kwalifikacyjnych Nauczania Kultury Polskiej i Języka Polskiego jako Obcego oraz Studiów Podyplomowych Kwalifikacyjnych Wiedzy o Języku i Kulturze Polskiej). Dzięki projektowi ponad 70 ukraińskich obywateli uzyskało dyplom ukończenia Uniwersytetu Śląskiego.
Od 2012 pomaga w organizacji Państwowego Egzaminu Certyfikatowego z Języka Polskiego jako Obcego na Uniwersytecie Lwowskim.
Z jej pomocą na Uniwersytecie Lwowskim zorganizowano liczne konferencje naukowe, między innymi:
- Юліуш Словацький: погляд з перспективи ХХІ ст. (Juliusz Słowacki: perspektywa XXI wieku), grudzień 2009
- Полоністика у ХХІ столітті: між локальним і глобальним. До 190-річчя польської філології у Львівському університеті (Polonistyka XX wieku: między lokalnością a globalnością. W 190-lecie filologii polskiej na Uniwersytecie Lwowskim), listopad 2016
- Полоністика у світлі традицій і викликів сучасності. До 15-ліття кафедри польської філології Львівського національного університету імені Івана Франка (Polonistyka w świecie tradycji i wyzwań współczesności. Z okazji 15-lecia Katedry Filologii Polskiej Lwowskiego Uniwersytetu Narodowego imienia Iwana Franki), październik 2019

Pod opieką Krawczuk prace dyplomowe z zakresu języka polskiego obroniło ośmiu doktorantów.

## Charakterystyka publikacji naukowych i działalność naukowa
Profesor Ałła Krawczuk stworzyła łącznie około 170 publikacji naukowych, encyklopedycznych i dydaktyczno-naukowych. Wśród najważniejszych z nich znajduje się 12 podręczników do nauki języka polskiego i o języku polskim. Jako redaktor naukowy pracowała przy tworzeniu 13 zbiorów prac naukowych i podręczników. Napisała ponadto ponad 90 artykułów naukowych (w języku ukraińskim, polskim i angielskim), spośród których zdecydowana większość opublikowana została w zagranicznych czasopismach, głównie w Polsce i na Litwie. Jest również autorką 33 haseł encyklopedycznych na temat wybitnych polonistów Narodowego Uniwersytetu Lwowskiego.
Jako wybitna badaczka i popularyzatorka języka polskiego brała udział w około stu konferencjach i spotkaniach naukowych. Angażuje się ponadto w cykliczne wydarzenia, związane z glottodydaktyką, w tym w sesje naukowe Międzynarodowej Szkoły Humanistycznej Europy Środkowo-Wschodniej w Warszawie, Letnią szkołę języka, literatury i kultury polskiej Uniwersytetu Śląskiego czy konferencje Stowarzyszenia Bristol Polskich i Zagranicznych Nauczycieli Kultury i Języka Polskiego jako Obcego.
Czterokrotnie była uczestniczką Światowego Kongresu Polonistów (w Poznaniu, Krakowie, Katowicach i Opolu).

### Redakcje naukowe
Krawczuk jest członkinią redakcji bądź rady naukowej w 11 czasopismach naukowych:
- „Мова і суспільство” (Lwów)
- „Проблеми слов’янознавства” (Lwów)
- „Roczniki Humanistyczne” (Lublin)
- „Kształcenie Polonistyczne Cudzoziemców” (Łódź)
- „Zielonogórskie Seminaria Językoznawcze” (Zielona Góra)
- „Kwartalnik Polonicum” (Warszawa)
- „Słowo. Studia Językoznawcze” (Rzeszów)
- „Prace Ukrainoznawcze” (Gorzów Wielkopolski)
- „Filologia Polska. Roczniki Naukowe Uniwersytetu Zielonogórskiego” (Zielona Góra)
- „Prace Językoznawcze” (Olsztyn)
- „Kształcenie Polonistyczne” (Wrocław)

### Wybrane publikacje naukowe
- A. Krawczuk, Morfologia współczesnego języka polskiego (Fleksja). (Морфологія сучасної польської мови (словозміна)), Lwów, Ukraińska Akademia Drukarstwa, 2007.
- A. Krawczuk, Nauczanie Ukraińców polskiej etykiety językowej (zwracanie się do adresata), [w:] W. Miodunka, A. Seretny (red.), W poszukiwaniu nowych rozwiązań. Dydaktyka języka polskiego jako obcego u progu XXI wieku, Kraków, Universitas, 2009, s. 301–311.
- A. Krawczuk, Leksykologia i kultura języka polskiego (Лексикология і культура польської мови (в 2-х томах)), Kijów, Kultura języka, 2011 (opublikowana w Kijowie po polsku z ukraińskim tytułem)
- A. Krawczuk, Jestem stąd. Підручник з польської мови, Lwów, Narodowy Uniwersytet Lwowski imienia Iwana Franki, 2013.
- A. Krawczuk, Методика викладання польської мови. Мова і культура в полоністичній дидактиці в Україні: Підручник / Metodyka nauczania języka polskiego. Język i kultura w dydaktyce polonistyczne na Ukrainie: Podręcznik, Kijów, Firma INKAS, 2017.

### Wybrane artykuły
- A. Krawczuk, Nowe profile ukraińskiego stereotypu Polaka (na podstawie ankietowania studentów lwowskich), Postscriptum Polonistyczne 1 (1), 2008, s. 147–170.
- A. Krawczuk, O nauczaniu kultury języka polskiego za granicą: świadomość normatywna ukraińskiego studenta polonisty: (na przykładzie lwowskiej polonistyki), Postscriptum Polonistyczne nr 2(10), 2012, s. 285–301.
- A. Krawczuk, Co i jak myślą o polszczyźnie jej ukraińskojęzyczni użytkownicy (na podstawie badań nad świadomością normatywną studentów polonistyki lwowskiej), [w:] A. Rabczuk (red.), Edukacja Międzykulturowa. Forum Glottodydaktyczne. Materiały z Konferencji Naukowej, 2013, s. 95–116.
- A. Krawczuk, O nauczaniu homonimii (na przykładzie Polonistyki Lwowskiej), Kwartalnik Polonicum, nr 14, 2013, s. 17–22.
- A. Krawczuk, Pogranicze językowe: wy czy państwo / panowie / Funkcjonowanie zaimków honoryfikatywnych liczby mnogiej w języku ogólnopolskim oraz w polszczyźnie odziedziczonej na Ukrainie // Dziedzictwo kulturowe regionu pogranicza. – T. VII / Pod red. E. Skorupskiej-Raczyńskiej i H. Uchto. – Gorzów Wielkopolski: Wydawnictwo Naukowe Akademii im. Jakuba z Paradyża w Gorzowie Wielkopolskim, 2018, s.55-71.[6]

### Wybrane recenzje publikacji Krawczuk
- M. Kita, Nowy podręcznik leksykologii i kultury języka dla polonistów ukraińskich: potrzebny i wartościowy, Postscriptum Polonistyczne nr 1(11), 2013, s. 231–236.
- G. Filip, [recenzja: Ałła Krawczuk, Leksykologia i kultura języka polskiego. Podręcznik dla szkół wyższych, Język Polski zeszyt 3 rocznika XCIII, 2013, s. 226–229.]

## Nagrody
W lipcu 2012 Ałła Krawczuk otrzymała Medal Mickiewicz-Puszkin, przyznany przez Stowarzyszenie Współpracy Polska-Wschód.
W 2015 roku została laureatką Nagrody Polonicum, przyznawanej corocznie przez Uniwersytet Warszawski, pod patronatem marszałka Senatu, ministerstwa kultury i dziedzictwa narodowego i rektora Uniwersytetu.
W roku 2017 Katedra Filologii Polskiej Narodowego Uniwersytetu Lwowskiego, którego Krawczuk jest kierownikiem, otrzymała tytuł Ambasadora Polszczyzny poza Granicami Kraju, przyznawany przez Radę Języka Polskiego.